# Comité Científico de las Naciones Unidas para el Estudio de los Efectos de las Radiaciones Atómicas
El Comité Científico de las Naciones Unidas para el Estudio de los Efectos de las Radiaciones Atómicas (UNSCEAR, United Nations Scientific Committee on the Effects of Atomic Radiation, por su acrónimo en inglés) fue creado por la Asamblea General de Naciones Unidas en 1955. Su misión es estimar niveles y efectos de exposición a radiación ionizante, e informar de ellos. Los informes del Comité se usan como base científica para evaluar los riesgos de la radiación y para establecer medidas de protección radiológica.
La Asamblea General designó 21 países para proporcionar científicos como miembros del Comité.
Desde su creación, el Comité sólo ha emitido 15 publicaciones de importancia, pero estos informes son considerados fuentes autorizadas de información.